# Новий Гліник
Новий Гліник (пол. Nowy Glinik) — село в Польщі, у гміні Тарновець Ясельського повіту Підкарпатського воєводства.
Населення — 631 особа (2011).
У 1975-1998 роках село належало до Кросненського воєводства.

## Демографія
Демографічна структура станом на 31 березня 2011 року:
|          | Загалом | Допрацездатний вік | Працездатний вік | Постпрацездатний вік |
| -------- | ------- | ------------------ | ---------------- | -------------------- |
| Чоловіки | 318     | 79                 | 207              | 32                   |
| Жінки    | 313     | 61                 | 185              | 67                   |
| Разом    | 631     | 140                | 392              | 99                   |